# Melanie Margalis
Melanie Margalis (Clearwater (Florida), 30 december 1991) is een Amerikaanse zwemster. Ze vertegenwoordigde haar vaderland op de Olympische Zomerspelen 2016 in Rio de Janeiro.

## Carrière
Bij haar internationale debuut, op de wereldkampioenschappen kortebaanzwemmen 2012 in Istanboel, eindigde Margalis als zesde op de 200 meter wisselslag, op de 100 meter wisselslag strandde ze in de halve finales.
Tijdens de Pan-Pacifische kampioenschappen zwemmen 2014 in Gold Coast eindigde de Amerikaanse als negende op de 200 meter wisselslag en als twaalfde op de 400 meter wisselslag, op de 200 meter vrije slag werd ze uitgeschakeld in de series. Op de wereldkampioenschappen kortebaanzwemmen 2014 in Doha veroverde Margalis de bronzen medaille op de 200 meter wisselslag, daarnaast eindigde ze als zesde op de 100 meter wisselslag en strandde ze in de series van de 200 meter schoolslag.
In Kazan nam de Amerikaanse deel aan de wereldkampioenschappen zwemmen 2015. Op dit toernooi eindigde ze als zevende op de 200 meter wisselslag.
Tijdens de Olympische Zomerspelen van 2016 in Rio de Janeiro eindigde Margalis als vierde op de 200 meter wisselslag. Samen met Allison Schmitt, Missy Franklin en Cierra Runge in de series van de 4x200 meter vrije slag, in de finale sleepte Schmitt samen met Leah Smith, Madeline Dirado en Katie Ledecky de gouden medaille in de wacht. Voor haar inspanningen in de series werd Margalis beloond met de gouden medaille.

## Internationale toernooien
| Jaar | Olympische Spelen                                                      | WK langebaan                                                                               | WK kortebaan | PanPacs                                                       | Pan-Ams       |
| ---- | ---------------------------------------------------------------------- | ------------------------------------------------------------------------------------------ | --- | ------------------------------------------------------------- | ------------- |
| 2012 | geen deelname                                                          |                                                                                            | 9e 100m wisselslag 6e 200m wisselslag                                                                                          |                                                               |               |
| 2013 |                                                                        | geen deelname                                                                              | |                                                               |               |
| 2014 |                                                                        |                                                                                            | series 100m schoolslag · 23e 200m schoolslag · 6e 100m wisselslag · 200m wisselslag                                            | series 200m vrije slag 9e 200m wisselslag 12e 400m wisselslag |               |
| 2015 |                                                                        | 7e 200m wisselslag                                                                         | |                                                               | geen deelname |
| 2016 | 4e 200m wisselslag · 4x200m vrije slag · Margalis zwom enkel de series |                                                                                            | geen deelname |                                                               |               |
| 2017 |                                                                        | 4e 200m wisselslag · 4x200m vrije slag                                                     | |                                                               |               |
| 2018 |                                                                        |                                                                                            | 4e 100m wisselslag · 200m wisselslag · 400m wisselslag · 4x200m vrije slag · 4x100m wisselslag · Margalis zwom enkel de series | 4e 200m schoolslag · 5e 200m wisselslag · 400m wisselslag     |               |
| 2019 |                                                                        | 4e 200m wisselslag · 4x200m vrije slag · 4x100m wisselslag · Margalis zwom enkel de series | |                                                               | geen deelname |

## Persoonlijke records
Bijgewerkt tot en met 8 september 2020
Kortebaan
| Afstand         | Tijd    | Datum            | Plaats       |
| --------------- | ------- | ---------------- | ------------ |
| 200m vrije slag | 1.53,57 | 5 oktober 2018   | Boedapest    |
| 100m schoolslag | 1.05,27 | 11 augustus 2017 | Eindhoven    |
| 200m schoolslag | 2.18,35 | 11 december 2015 | Indianapolis |
| 100m wisselslag | 58,32   | 14 december 2018 | Hangzhou     |
| 200m wisselslag | 2.04,18 | 6 oktober 2019   | Indianapolis |

Langebaan
| Afstand         | Tijd    | Datum        | Plaats       |
| --------------- | ------- | ------------ | ------------ |
| 200m vrije slag | 1.56,58 | 27 juli 2017 | Boedapest    |
| 100m schoolslag | 1.07,20 | 7 maart 2019 | Des Moines   |
| 200m schoolslag | 2.24,68 | 4 juni 2016  | Indianapolis |
| 200m wisselslag | 2.08,70 | 23 juli 2017 | Boedapest    |
| 400m wisselslag | 4.32,53 | 6 maart 2020 | Des Moines   |